# Tiras Wade
Tiras Jamaal Wade (Tampa, 11 novembre 1981) è un ex cestista statunitense.

## Palmarès
- Copa Príncipe de Asturias: 1

Breogán: 2008